# Santiago Urrialde
Santiago Urrialde (Madrid, 1965) és un humorista i actor espanyol.

## Biografia
La seva popularitat la hi deu sobretot a la televisió, mitjà en el qual debuta de la mà de Pepe Navarro interpretant petits papers còmics a El día por delante (1989-1990) el magazín que el periodista dirigia a Televisió espanyola. Durant aquesta etapa comença a realitzar també els seus propis sketches en el programa d'humor Pero... ¿esto qué es? e la mateixa cadena.
Amb l'arribada de les televisions privades, és fitxat per Telecinco i es converteix en un dels humoristes en plantilla de la cadena, igual que Félix 'el Gato', Jordi LP i altres i participa, formant part del duo humorístic Ceda el paso en programes com Tutti Frutti (1990-1992), Tele 5 ¿dígame? (1990-1992), Qué gente tan divertida (1991) o Las noches de tal y tal (1991).
Durant el 1992 es publica el disc Objetivo tu hermana de Los Albañiles, grup format pel mateix Santiago Urrialde amb Pedro Casas (locutor de ràdio), M. Piñeros i Jesús Yanes (ex-component del grup Ratones). El seu major ètic fou Me pica, cançó que va sonar amb assiduïtat aquell any tant a la ràdio com en Telecinco.
En 1993 passa a Antena 3, on contínua la seva trajectòria de nou al costat de Pepe Navarro en el magazín Todo va bien (1993-1994), així com en el concurs presentat per Sancho Gracia Todo por la pasta (1993).
No obstant això, la veritable popularitat li arriba a partir de 1995 quan s'incorpora al late-night Esta noche cruzamos el Mississippi (1995-1997), on interpreta personatges com El Reportero Total o Rambo. La frase d'aquest últim personatge "No siento las piernas" es va fer viral. YI Urrialde es converteix en un dels rostres més populars del país. Encara que cal destacar que aquesta paròdia és errònia, ja que la frase de la pel·lícula original va ser "No trobo les cames".
El gener de 1996 abandona el programa per diferències amb Pepe Navarro, però roman en Telecinco, col·laborant en els programes Uno para todas (1996), on interpretava a un concursant maldestre de nom Paco Gerte o Karaoke (1996).
En 1997 torna a Antena 3 i acompanya a Francis Lorenzo en el seu programa Efecto F, retirat pels seus baixos índexs d'audiència i a Paula Vázquez a Mira quién viene esta noche.
Amb posterioritat ha interpretat petits papers en les sèries ¡Ala… Dina! (2000-2002), El inquilino (2004) i Como el perro y el gato (2007), a les pel·lícules Torrente, el brazo tonto de la ley (1998) i ¡Ja me maaten...! (2000) i va col·laborar amb Florentino Fernández en el programa d'humor UHF (2003), de TVE.
En 2003 va participar com a concursant en la segona edició del reality show La isla de los famosos. Un any més tard, va interpretar un paper secundari en la pel·lícula FBI: Frikis Buscan Incordiar, dirigida per Javier Cárdenas. La seva participació en la pel·lícula li va valer un Premi Godoy al Pitjor Actor de Repartiment.
En 2005 i 2006 va interpretar en teatre el paper de Roberto en Matrimoniadas, i va participar en Aquí no hay quien viva com a personatge esporàdic, Beni, a l'episodi Érase unas tragaperras.
Des de febrer de 2007 col·labora al programa El 8º mandamiento de Localia Televisión, amb Javier Cárdenas.
En 2008 va interpretar Emilio a la sèrie Escenas de matrimonio, n home que porta 16 anys casat amb Asun i al qual li encanta fer gala del seu gran sentit de l'humor. Aquest paper és molt semblant al qual va interpretar en Matrimoniadas, ja que a més Silvia Gambino va fer de la seva dona en les dues ocasions.
En 2010 col·labora en el programa d'humor de Telecinco Al Ataque Chow.
En 2011 s'estrena Torrente 4, protagonitzat per Santiago Segura, Silvia Abril, Belén Esteban, Soledad Mallol, ell mateix, amb Yolanda Ramos i Kiko Rivera. També comença a treballar a La hora de José Mota, en la seva tercera temporada i la seva successora La noche de José Mota.

## Trajectòria professional

### Música
- Objetivo tu hermana con Los Albañiles.

### Televisió
- El día por delante (1989-1990)
- Pero... ¿esto qué es?
- Tutti Frutti (1990-1992)
- Tele 5 ¿dígame? (1990-1992)
- Qué gente tan divertida (1991)
- Las noches de tal y tal (1991)
- Todo va bien (1993-1994)
- Todo por la pasta (1993)
- Lleno, por favor (1993)
- Esta noche cruzamos el Mississippi (1995-1997)
- Uno para todas (1996)
- Efecto F
- Mira quién viene esta noche
- ¡Ala… Dina! (2000-2002)
- El inquilino (2004)
- Aquí no hay quien viva (2005)
- Como el perro y el gato (2007)
- UHF (2003)
- Matrimoniadas
- El 8º mandamiento.
- Escenas de matrimonio (2008-2009)
- Al Ataque Chow (2010)
- La hora de José Mota (2011-2012)
- La que se avecina (2012, 2013, 2017) com Francisco "Paco" Chaparro Morales. (3 capítols)
- Mi casa es la tuya (2017). (1 programa)
- Retratos Salvajes (Especial Nochevieja con José Mota 2018)

### Concursant
- La isla de los famosos (2003) 13è expulsat

### Cinema
- Torrente, el brazo tonto de la ley (1998)
- ¡Ja me maaten...! (2000)
- FBI: Frikis Buscan Incordiar (2004)
- Torrente 3: El protector (2005)
- Torrente 4: Lethal crisis (2011)